# Cotinga fosca
La cotinga fosca (Lipaugus fuscocinereus) és un ocell de la família dels cotíngids (Cotingidae).

## Hàbitat i distribució
Habita els boscos, localment als Andes a Colòmbia, l'Equador i nord-oest del Perú.